# Frank Pentangeli
Frank Pentangeli – postać fikcyjna z serii Ojciec chrzestny.
Frank Pentangeli, zwany Frankiem Pięć Aniołków (pent - pięć, angelo - anioł) był włoskim imigrantem w Ameryce. Z początku pracował dla Vita Corleone, w późniejszym czasie został wraz z Peterem Clemenzą w Nowym Jorku, gdy Michael Corleone przeniósł się do Nevady. Po śmierci Clemenzy przejął interesy Corleone w Nowym Jorku, lecz popadł w konflikt z braćmi Rosato. Podobnież Peter Clemenza obiecał im 3 rewiry w dzielnicy miasta, lecz Frank upierał się, iż wcale tego nie obiecywał i nie oddał wrogiej rodzinie terenów. Na prośbę dona Michaela spotkał się z braćmi Rosato, którzy wówczas próbowali zabić Franka poprzez uduszenie. Na miejsce przybyła jednak policja i znaleźli Franka ledwie żywego. Wraz ze swoim osobistym ochroniarzem, Willim Ciccim został aresztowany. Postanowił zostać świadkiem koronnym w rodzinie, zatem został umieszczony w bazie wojskowej pod ochroną FBI. Gdy jednak zobaczył swojego brata na rozprawie w ostateczności zmienił zdanie i powiedział przed sądem, iż posiadał własną rodzinę i nie ma żadnych powiązań z Michaelem. Krótko po tym wydarzeniu do bazy wojskowej przyszedł odwiedzić go Tom Hagen, sugerując, iż powinien popełnić samobójstwo. Frank zrobił to podcinając sobie żyły w wannie z gorącą wodą i wykrwawił się na śmierć.
W filmie Ojciec chrzestny II jego postać odegrał Michael V. Gazzo.